# جیمز آلفرد فیلد جونیور
جیمز آلفرد فیلد جونیور (انگلیسی: James A. Field Jr.; ۹ مارس ۱۹۱۶ – ۲۴ ژوئن ۱۹۹۶) مورخ نظامی اهل ایالات متحده آمریکا بود.